# Gérard Hausser
Gérard Hausser (Estrasburgo, Francia; 18 de marzo de 1939) es un exfutbolista francés que jugaba en la posición de delantero.

## Carrera

### Club
Inicío su carrera con el RC Strasbourg en 1960, donde en 194 partidos anotó 62 goles y ayudó al equipo a ser campeón de la Copa de la Liga de Francia en 1964 y de la Copa de Francia en 1966, dejando al equipo en 1967 para jugar con el Karlsruher SC de Alemania Federal, en el que en una temporada en 28 partidos anotó un gol.
Regresaría a Francia en 1968 para unirse al FC Metz, equipo en el que estuvo por tres temporadas y que en 96 partidos anotó 21 goles. Regresaría al  RC Strasbourg en 1971 donde anotaría 11 goles en 62 partidos para irse al ASPV Strasbourg en 1974, equipo al que ayudaría a ser campeón de divisiones regionales en 1981 y 1982, año de su retiro.

### Selección nacional
Jugó para Francia de 1965 a 1966 en 14 partidos y anotó dos goles, uno de ellos fue en la Copa Mundial de Fútbol de 1966.

## Logros
- Copa de Francia: 1

1966
- Copa de la Liga de Francia: 1

1964
- Campeonato de Tercera División de Francia: 2

1981, 1982